# Универзитет у Истанбулу
Универзитет у Истанбулу (тур. İstanbul Üniversitesi) је државни универзитет у Истанбулу. Основао га је Мехмед II Освајач 30. маја 1453. године, дан након што су Турци освојили Цариград, а реформисана је 1846. године као прва османска високошколска установа заснована на европским традицијама. Наследник, која под садашњим именом ради од 1933. године, први је универзитет у модерној Турској.